# Мићко Љубичић
Драгољуб "Мићко" Љубичић (Београд, 3. јануар 1962) српски је хумориста, сатиричар, глумац и музичар. Најпознатији је по свом учешћу у „Индексовом радио позоришту“, као и у емисијама „Позови М... или ће он тебе“, „Лековити шоу“ и „ПЉиЖ“.

## Индексово радио позориште
Он је студирао Правном факултету на Универзитету у Београду, али га је напустио на трећој години у време када је почео да се бави музиком и радио оглашавањем.
1984. године се прикључио „Индексовом радио позоришту“ (познатом српском радио програму) које је касније прерасло у позоришну трупу. Драгољуб тамо отпочиње своју глумачку каријеру на радију, а ускоро, са Војиславом Жанетићем, постаје и косценариста неколико радијских емисија. Заједно су написали пет позоришних представа: „Источно од Рајха“ (1991), „Тамо далеко је сунце“ (1992), „Брат и мир“ (1994), „Свет или ништа“ (1995) и „Опроштајни концерт“ (1999).
Све те представе су наилазиле на одличан одзив публике. Игране (укупно) неколико стотина пута, постулирале су Љубичића и Жанетића као креативни двојац, способан да у више наврата направи урнебесну комедију зачињену горким примесама сатире.

## Рекламе
1985. године, са групом талентованих сарадника (Влада Петровић, Јасминка Петровић и Дадо Пејоски), Љубичић оснива маркетиншку агенцију „Тим талената“ и постаје њен креативни директор. Агенција је и данас активна, а функционише као „Креативни бутик“. Та креативност је најчешће препозната кроз радио и ТВ рекламне кампање. Агенција је током година освојила мноштво награда, како на локалном, тако и на регионалном нивоу, а чак је својим радом ушла и у најужи избор такмичења на „Њујоршком фестивалу радио оглашавања“ половином ‘90-их година и била номинована за награду са рекламном песмицом "Пекара Књаз - санкције". Много касније, као резултат дугогодишње препознатог квалитетног рада, 2015. године Љубичић добија УЕПС-ову Награду за животно дело, као и Признање за значајан креативни допринос у радио оглашавању. Исте године је постао и један од прва три аутора која су ушла у новоосновани „Легендаријум“ остварених креативних појединаца бивше Југославије. Друга двојица били су Славимир Стојановић (за принт) и Јака Јуднич (за ТВ).

## Књиге
Љубичић је написао две врло популарне књиге: „Национални парк Србија 1” (1999. године) и „Национални парк Србија 2 - ПОЛУСМАК ПОЛУСВЕТА” (2007. године). Први део је постао бестселер и хит међу домаћим читалиштем, али и у целом региону, посебно због бритког хумора и оштре сатире, потпомогнутих изванредним илустрацијама Добросава Живковића. Други део је познат по томе што као додатак садржи и компакт диск са аудио интервјуима, урађеним са неколико урнебесно смешних карактера из књиге, међу којима се издваја шалтерска службеница „Мица Убица“. Обе књиге је издала издавачка кућа „Креативни центар“ из Београда.
У сарадњи са издавачком кућом "Балбело" изашла је 2020. и књига "Приче за лаку ноћ (после којих нисте могли да заспите)", у којој су прикупљене и адаптиране за штампано издање "Приче за лаку ноћ" из серијала "ПЉиЖ".
Крајем 2023. у сарадњи са издавачком кућом "Јеж издаваштво", излази књига "Данас нам је дивно ДНО (и други игрокази)", која представља скуп свих драмских текстова које је Мићко написао у тандему са Војом Жанетићем, у периоду од 1991. до 2016.

## Филм
Током каријере, Љубичић је глумио у неколико филмова и серија, али углавном споредне или епизодне улоге. Почетком 1994. године Љубичић је имао главну улогу у полу-документарном филму „Тито, по други пут међу Србима“, редитеља Желимира Жилника. Играо је улогу Јосипа Броза Тита, који се „враћа из мртвих“ у Србију коју води Слободан Милошевић. Мићко Љубичић, импровизујући, прича са бројним пролазницима на улицама Београда о њиховим тренутним мукама.
Једну од већих улога имао је у комедији "Потера за срећ(к)ом" из 2005. године, редитеља Милорада Милинковића.
Играо је и у филму Слободана Шијана "С. О. С. — Спасите наше душе", из 2006. као и мање улоге у неколико копродукција (једна од њих је и у филму "ТАО", Нетфликс продукције).
Дао је и глас за База Светлосног у српској синхронизацији сва 4 наставка филма Прича о играчкама.

## Музика
Љубичић је почетком и средином осамдесетих година био члан два бенда: "Петар и зли вуци" и "Капетан Белканто".
Свој први ауторски компакт диск, "Труба... и друге приче", објавио је 2005. године. Љубичић је на њему аутор свих песама (осим једне, где је коаутор) и текстова (осим једног, од другог аутора). Данас се овај компакт диск не може више пронаћи у продаји, али је цео албум постављен на његов званични Јутјуб канал „Мићко Љубичић“. На овом каналу може се пронаћи и његов други комплетан ауторски музички албум „Исто небо, други град“, који не постоји нигде осим на Јутјуб-у. На овом каналу се такође налазе други Мићкови бројни радови, гостовања у емисијама, као и ТВ интервјуи.

## Позориште
27. маја 2011. године Мићко је премијерно извео свој „one man show“, кабаре-монодраму "ОНЕ СТВАРИ", засновану на представи Бернхарда Лудвига, аустријског сексуалног терапеута. Мићко је претходно потпуно прилагодио текст нашој публици, био аутор неколико оригиналних сонгова и измислио лик Др Агољуба (као игру речи са његовим именом). Публика је сјајно одреаговала на представу,  која се и данас изводи у Београду, а спорадично и у иностранству, пред српском дијаспором.
30. септембра 2016. године, Мићко је премијерно извео "Данас нам је дивно ДНО", још једну позоришну представу написану заједно са Војом Жанетићем. И овог пута су њих двојица аутори комада који је комбинација убојите сатире и урнебесне комедије. Данас се ова представа не игра, али је од 12. априла 2020. постављена на Мићков Јутјуб канал, као поклон фановима у време ванредног стања уведеног поводом пандемије Ковид-19.

## ТВ
Мићко је 2007. године на ТВ Б92 имао свој први ауторски ТВ шоу "Позови М... или ће он тебе", који се састојао од 25 епизода. И данас је овај шоу веома популаран и гледан на Јутјуб-у. Сам концепт серијала у којем се збијају шале са људима које "М" позива телефоном, није нов, али ова емисија се издваја по томе што је реализована с мером, а без неукусних и непристојних момената. "М" седи пред камерама и телефонира непознатим људима о стварима које ти људи оглашавају у новинским огласима. Емисија је духовита и и забавна, али се у њој никада не иде у неукус и никада не открива идентитет саговорника.
31. марта 2015. године Мићко је имао свој други ТВ шоу, креиран са Војом Жанетићем, под називом "Лековити шоу". Имао је 12 епизода и емитовао се на ТВ Б92. Данас се скоро комплетан може пронаћи на Јутјубу. Током емитовања, шоу није наишао на довољно велики одзив публике, делом због горког, претежно сатиричног а мање хумористичког тона, делом због тога што га ТВ Б92 није довољно промовисала. По некима, проблем ограничене промоције на националној ТВ је био у томе што се у свакој епизоди у лекарској чекаоници појављивао тадашњи премијер Србије Вучић, који је нешто касније постао и председник Србије.
Играо је једну од главних улога у криминалистичкој серији "Кљун", у продукцији Јунајтед медије, која је снимана 2020. године, а емитована на телевизији "Нова С" на јесен 2021. године. Касније је емитована и на Јавном сервису РТС1 у фебруару 2023. године.

## ПЉиЖ
Током 2017. године, Мићко је позван од Јунајтед медије да осмисли оригинални недељни шоу за кабловску телевизију "TV N1". Због тога се састао са Војом Жанетићем и Драгољубом Дражом Петровићем (популарни колумниста и главни и одговорни уредник дневног листа "Данас"), с којима је осмислио сасвим нов и свеж концепт. Неколико месеци (и неколико пилот епизода) касније, прва епизода емисије ПЉиЖ (акроним од Петровић/Љубичић/Жанетић) емитована је 20. априла. Постала је веома популарна, а сваком сезоном је та популарност само расла. Шоу је престао са емитовањем 10. септембра. 2021. саопштењем на званичном Јутјуб каналу емисије.
У наредној табели се налазе информације о досадашњим сезонама ПЉиЖ-а:  
| Редни број сезоне | Датум почетка | Датум завршетка | Број епизода |
| I                 | 20.04.2018.   | 22.06.2018.     | 10           |
| II                | 05.10.2018.   | 28.12.2018.     | 13           |
| III               | 29.03.2019.   | 14.06.2019.     | 12           |
| IV                | 04.10.2019.   | 31.12.2019.     | 13           |
| V                 | 14.05.2020.   | 25.06.2020.     | 7            |
| VI                | 01.10.2020.   | 24.12.2020.     | 13           |
| VII               | 25.03.2021.   | 17.06.2021.     | 13           |

Епизоде свих сезона доступне су на ЈуТјуб званичном каналу Мићка Љубичића, у склопу ПЉиЖ плејлисте.

## Улоге у синхронизацијама
| Година синх. | Филм/серија                         | Лик(ови)      |
| ------------ | ----------------------------------- | ------------- |
| 2006.        | Артур и Минимоји                    | Поглавица     |
| 2009.        | Артур и Малтазарова освета          | Поглавица     |
| 2010.        | Прича о играчкама (званична синх.)  | Баз Светлосни |
| 2010.        | Прича о играчкама 2                 | Баз Светлосни |
| 2010.        | Прича о играчкама 3                 | Баз Светлосни |
| 2014.        | Тврд орах                           | Ћора          |
| 2017.        | Прича о играчкама из давних времена | Баз Светлосни |
| 2017.        | Страшна прича о играчкама           | Баз Светлосни |
| 2018.        | Ралф растура интернет               | Баз Светлосни |
| 2019.        | Прича о играчкама 4                 | Баз Светлосни |